# Eto my ne prokhodili
Eto my ne prokhodili (russisk: Это мы не проходили) er en sovjetisk spillefilm fra 1975 af Ilja Fres.

## Medvirkende
- Natalja Rychagova som Lena Jakusjeva
- Boris Tokarev som Jura Rjabinin
- Tatjana Kanaeva som Mila Khodzitskaja
- Andrej Rostotskij som Mitja Krasikov
- Irina Kalinovskaja som Ira